# Rhythm on the Range (album)
Rhythm on the Range – kompilacyjny album muzyczny piosenkarza Binga Crosby’ego zawierający utwory o tematyce kowbojskiej, wydany w 1972 roku przez wytwórnię Coral Records. Utwory przedstawione na tym albumie pojawiły się na wcześniejszych albumach artysty, takich jak: Cowboy Songs (1939), Under Western Skies (1941), czy Home on the Range (1956).

## Lista utworów
| Nr | Rok nagrania | Tytuł                                 |
| A1 | 1940         | „Sierra Sue”                          |
| A2 | 1939         | „Whistling In The Wildwood”           |
| A3 | 1940         | „Along The Santa Fe Trail”            |
| A4 | 1935         | „Take Me Back To My Boots And Saddle” |
| A5 | 1940         | „Tumbling Tumbleweeds”                |
| A6 | 1941         | „You Are My Sunshine”                 |
| B1 | 1941         | „Ridin' Down The Canyon”              |
| B2 | 1940         | „Prairieland Lullaby”                 |
| B3 | 1940         | „Legend Of Old California”            |
| B4 | 1938         | „Silver On The Sage”                  |
| B5 | 1941         | „San Antonio Rose”                    |
| B6 | 1939         | „Home on the Range”                   |